# St. Joseph (Svitavy)

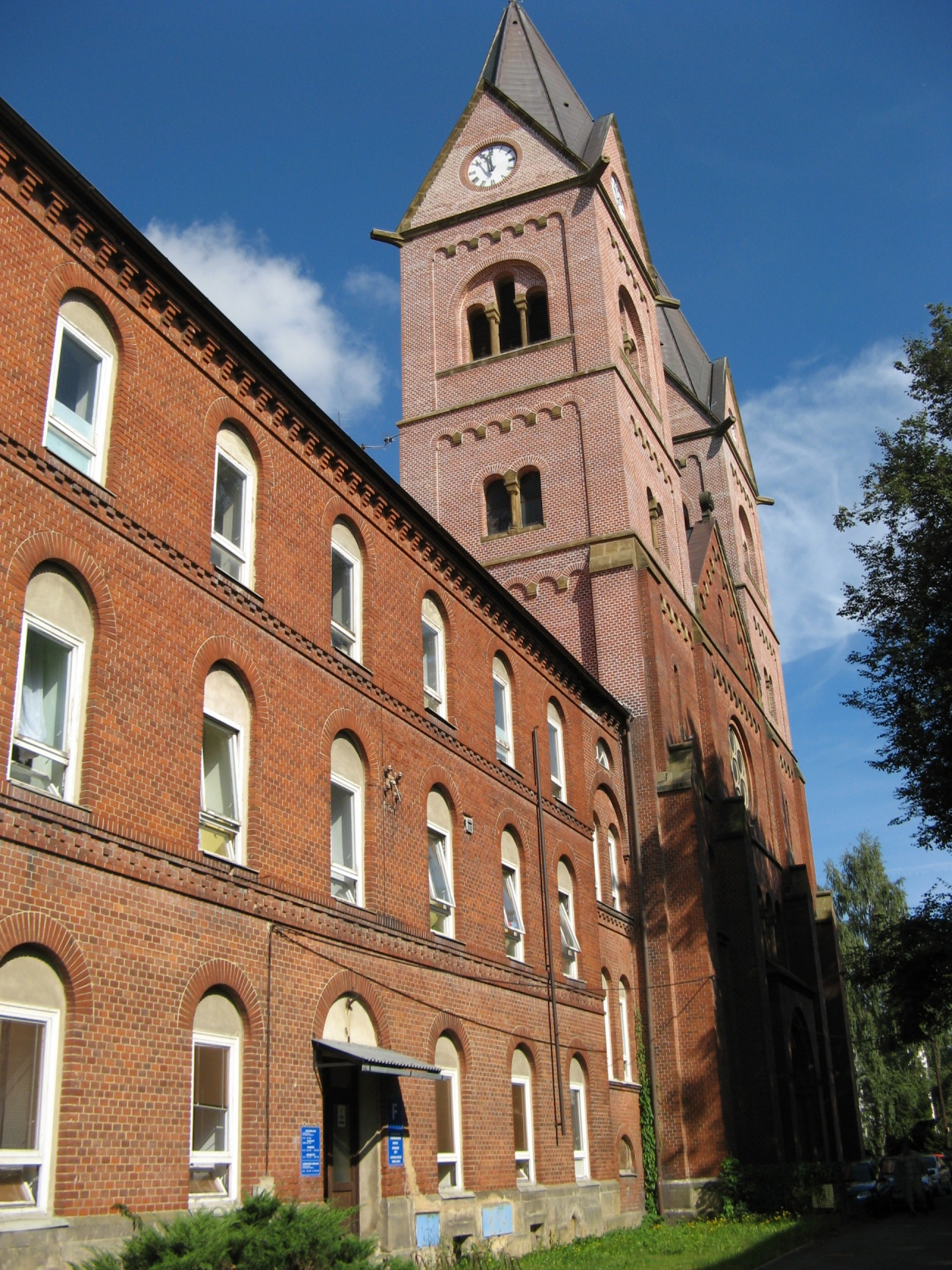
Kirche St. Joseph und Klostergebäude

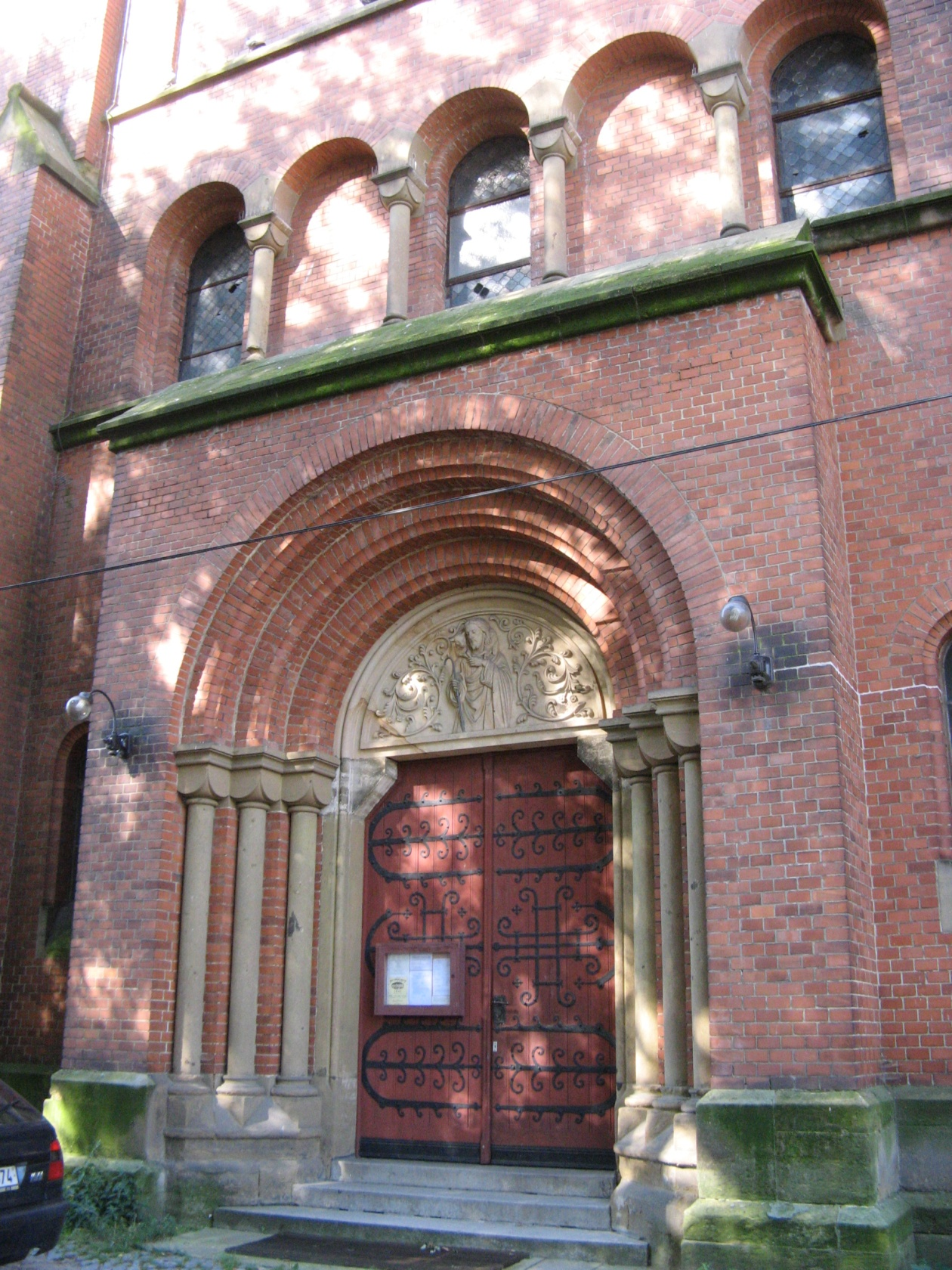
Südportal der Kirche

St. Joseph (tschechisch Svatý Josef) ist eine katholische Kirche in der mährischen Stadt Svitavy (deutsch: Zwittau) in der Tschechischen Republik, die 1894/96 errichtet wurde. Die Kirche im Vorort Lány (deutsch: Vierzighuben) ist ein geschütztes Baudenkmal.

## Geschichte
Das erste Haus des Redemptoristenordens in Mähren wurde im Jahre 1855 in Ketzelsdorf, heute Ortsteil von Vítězná, gegründet. Nachdem Kloster und Kirche in Vierzighuben fertiggestellt waren, wurde 1896 der Sitz dorthin verlegt. 1946 mussten die deutschen Mitglieder der Kongregation das Kloster verlassen und 1950 wurde das Kloster vom Staat aufgehoben. Die St.-Josephs-Kirche wurde Pfarrkirche und das Klostergebäude wurde als Krankenhaus genutzt.

## Architektur
Die St.-Josephs-Kirche (Kostel svatého Josefa) ist eine neuromanische dreischiffige Basilika, die nach den Plänen von Josef Schmalzhofer aus Wien errichtet wurde. Der Baumeister Wenzel Ryschawy aus Zwittau leitete die Bauausführung. Die Kirche aus Backstein besitzt zwei Türme und wird wegen des roten Backsteinmauerwerks „Červený kostel“ / „Rote Kirche“ genannt. Am 23. September 1894 fand die Grundsteinlegung statt und am 8. September 1896 wurde die Kirche vom Olmützer Erzbischof Theodor Kohn geweiht.